# چپه دره (شهر)
چپه دره (به لاتین: Chapa Dara) یک منطقهٔ مسکونی در افغانستان است که در ولایت کنر واقع شده‌است.